# 兵庫県社会福祉士会
一般社団法人兵庫県社会福祉士会（いっぱんしゃだんほうじんひょうごけんしゃかいふくししかい、英称 Hyogo Association of Certified Social Workers）は、兵庫県の社会福祉士を会員とする法人。

## 地区ブロック
- 神戸ブロック　（神戸市）
- 阪神ブロック
  - 尼崎市地域部会、芦屋市・西宮市地域部会、三田市・宝塚市・伊丹市地域部会、猪名川町・川西市地域部会
- 丹波ブロック　（丹波市、篠山市）
- 東播ブロック　（明石市、加古川市、西脇市、三木市、高砂市、小野市、加西市、加東市、多可郡多可町、加古郡稲美町、加古郡播磨町）
- 西はりまブロック　（姫路市、相生市、赤穂市、宍粟市、たつの市、上郡町、太子町、佐用町、市川町、神河町、福崎町）
- 但馬ブロック　（豊岡市、養父市、朝来市、香美町、新温泉町）
- 淡路ブロック　（洲本市、淡路市、南あわじ市）

## 委員会
- 生涯研修センター
- 福祉相談センター「ここねっと兵庫」
- 研修委員会
- 調査研究委員会
- 国家試験対策委員会
- 広報委員会
- ソーシャルワーク研究委員会
- 高齢者・障害者虐待対応委員会
- ぱあとなあ兵庫
- 地域包括支援センター支援委員会
- こども家庭支援委員会
- 実習教育支援委員会
- 独立型社会福祉士支援委員会
- 障がい福祉委員会
- 更生支援委員会
- 地域移行支援委員会
- 生活困窮者支援委員会
- 災害支援委員会